# Saint-Mathieu-du-Parc
Pour les articles homonymes, voir Saint-Mathieu.
Saint-Mathieu-du-Parc est une municipalité du Québec (Canada) située dans la municipalité régionale de comté de Maskinongé et dans la région administrative de la Mauricie.

## Toponymie
Saint-Mathieu-du-Parc tient son nom de sa paroisse, créée le 21 septembre 1872, jour de la saint Matthieu. Ce nom commémore l'un des quatre évangélistes. L'amputation de l'un des « t » du nom de l'apôtre est courante en toponymie.
La seconde partie du nom de l'endroit, « du Parc », a été adoptée en 1980 par le bureau de poste, puis en 1998 par la municipalité. Elle renvoie au parc national de la Mauricie, dont l'entrée Est se trouve dans la municipalité. Saint-Mathieu-du-Parc a également été connue sous les noms de Saint-Mathieu-du-Lac-Bellemare, en référence au lac situé au cœur du village, et de Saint-Mathieu-de-Caxton, du canton où elle se trouve.

## Histoire
- 30 juin 1886: La municipalité de paroisse de Saint-Mathieu est constituée à partir d'une partie des territoires de la paroisse de Saint-Élie et du canton de Shawinigan.
- 28 mars 1998: Saint-Mathieu est rebaptisée municipalité de Saint-Mathieu-du-Parc.

## Géographie
La rivière Shawinigan traverse la municipalité du nord-ouest vers le sud-est.
À partir du lac des Souris, dans le sud-ouest de la municipalité, la rivière des Souris coule vers l'est jusqu'à sa confluence avec la rivière Shawinigan.

## Démographie
| 1996  | 2001  | 2006  | 2011  | 2016  | 2021  |
| ----- | ----- | ----- | ----- | ----- | ----- |
| 1 151 | 1 266 | 1 376 | 1 407 | 1 338 | 1 482 |

## Administration
Les élections municipales se font en bloc pour le maire et les six conseillers.
| Saint-Mathieu-du-Parc Maires depuis 2003                                                                             |                  |         |          |
| Élection | Maire            | Qualité | Résultat |
| 2003 | Daniel Petit     |         | Voir     |
| 2005 | André Berthiaume |         | Voir     |
| 2009 | Claude Mayrand   |         | Voir     |
| 2013 | Claude McManus   |         | Voir     |
| 2017 | Josée Magny      |         | Voir     |
| 2021 | Claude Mayrand   |         | Voir     |
| Élection partielle en italique Depuis 2005, les élections sont simultanées dans toutes les municipalités québécoises |                  |         |          |

## Tourisme

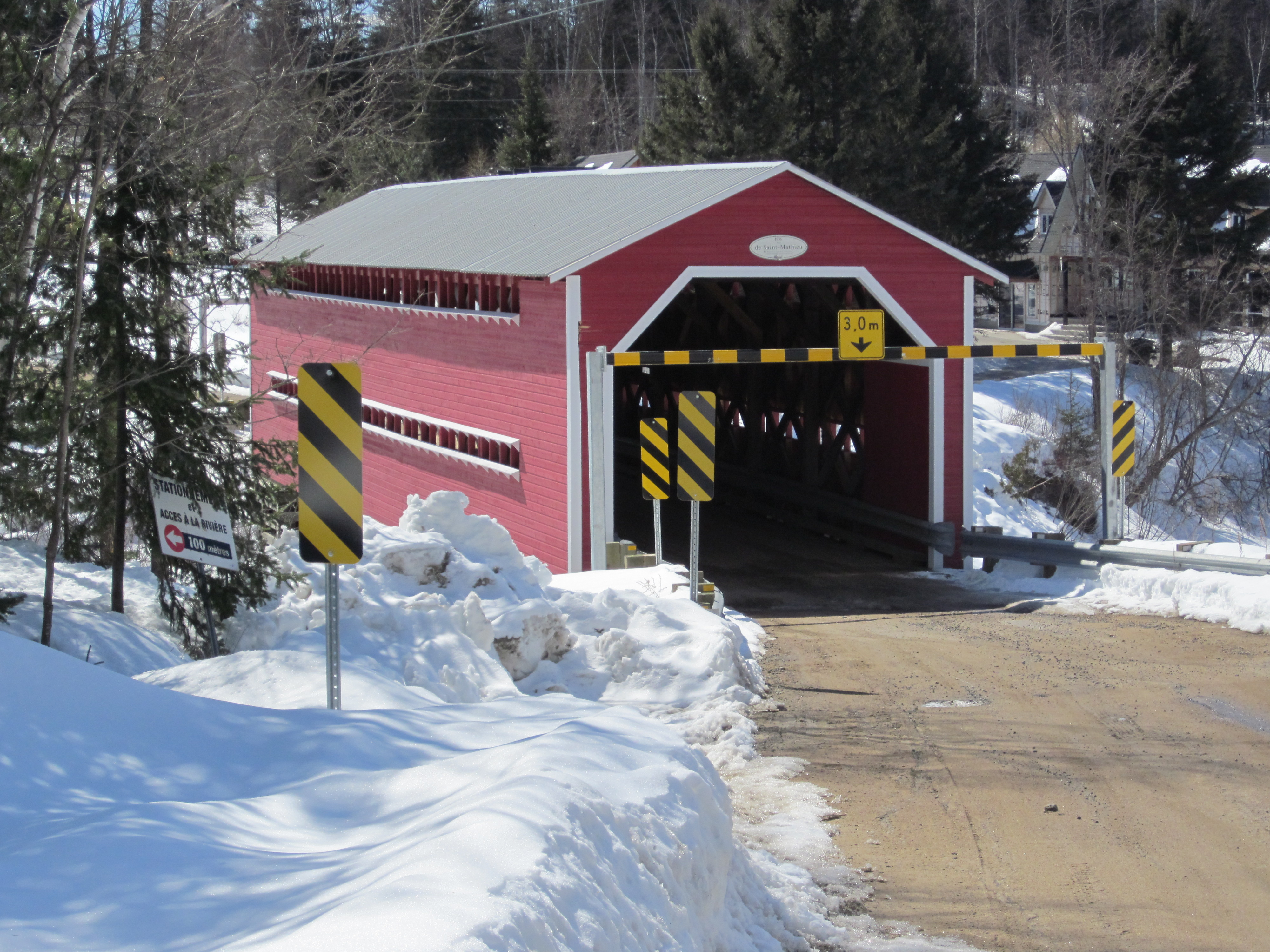
Le pont de Saint-Mathieu sur la rivière Shawinigan; on y retrouve la réserve naturelle de la Tortue-des-Bois-de-la-Shawinigan

On retrouve à Saint-Mathieu-du-Parc le duché de Bicolline, un important site de jeu de rôle grandeur nature. On y retrouve aussi le site de partage, d’interprétation et de diffusion de la culture amérindiene de Mokotakan.
Le 21 juin 2011, Michel J. Grenier et Patricia-Ann Allan-Newman font l'acquisition de l'ancienne Auberge du Lac-Gareau, devenue résidence privée depuis 1985.
En 2012, Marc Hamilton se joint à leur équipe afin de transformer graduellement l'endroit en ce qui deviendra le Centre International WebMusic-MusiqueWeb, où les artistes indépendants de partout, à travers le monde, pourront venir se reposer, écrire, composer, enregistrer, se produire et diffuser leurs créations. En 2014, la chanteuse Nathalie Simard y fait l'acquisition d'une cabane à sucre où elle compte donner des spectacles intimes.
Le Snack-Bar chez Mélo, sur la rue Principale, attire les regards avec ses couleurs vives et ses arômes de plats mexicains. Chaque mardi, lors des soirées tacos, la propriétaire Mélodie Drapeau connaît un grand succès, ayant vendu plus de 1100 tacos en une seule soirée, un véritable phénomène local .
Chaque année, la municipalité accueille le Défi du parc, un événement sportif se déroulant au cœur du parc national de la Mauricie. Lors de la dernière édition, plus de 2000 cyclistes ont pris place derrière la ligne de départ, et plus de 1000 participants sont attendus pour les épreuves de course à pied et de marche. L’organisation considère cette 17e édition comme un grand succès .

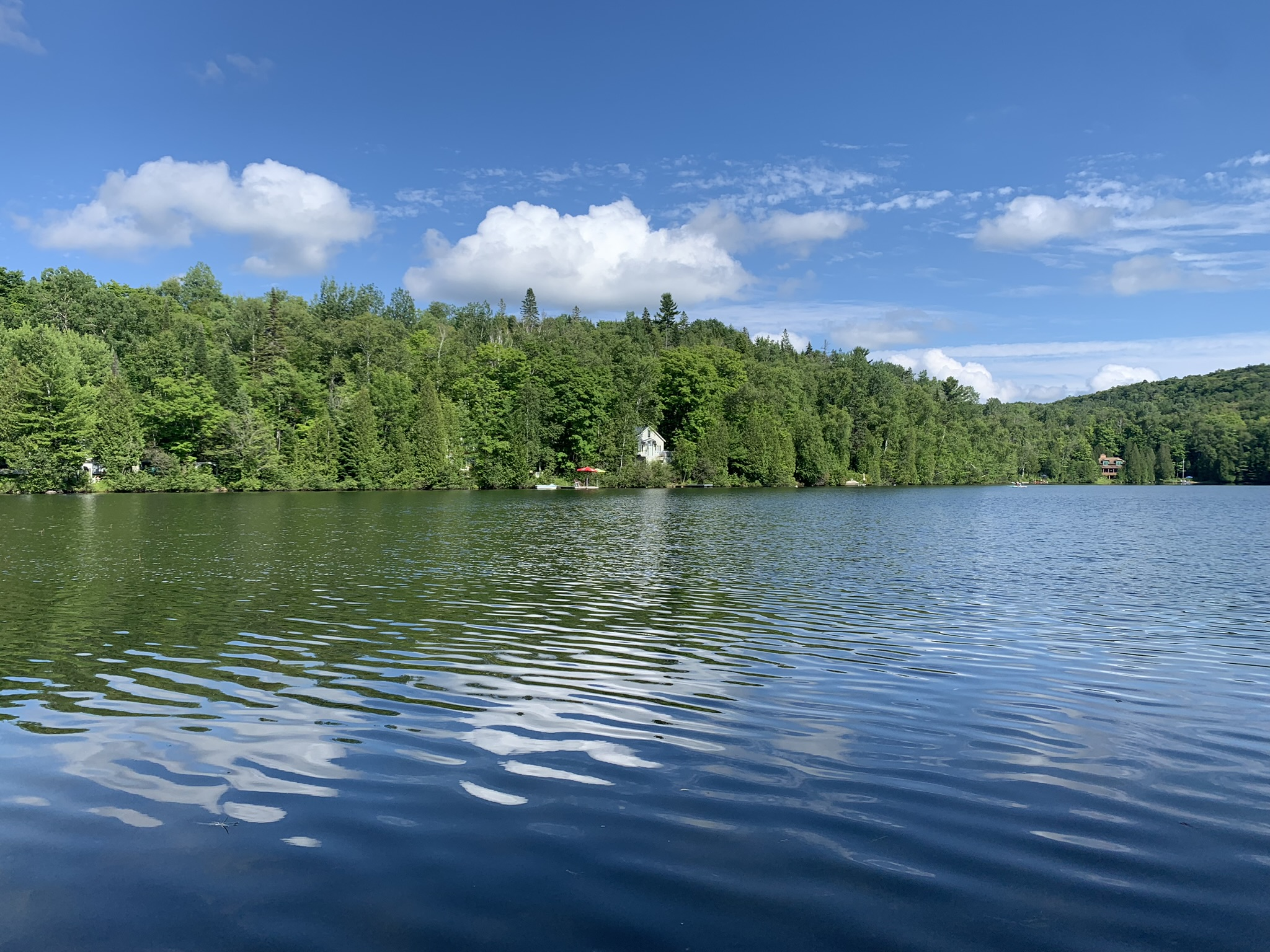
Lac des Érables à Saint-Mathieu-du-parc